# فولفيرا (إيطاليا)
فولفيرا هي كومونا (بلدية) في مدينة تورينو الحضرية في المنطقة الإيطالية بيدمونت، وتقع على بعد حوالي 20 كيلومتر (12 ميل) جنوب غرب تورينو .

## روابط خارجية
- الموقع الرسمي